# 남자 경보 50km 대한민국 기록 추이
남자 경보 50km 대한민국 기록 추이는 다음과 같다.
| # | 기록            | 차이       | 선수   | 소속     | 날짜         | 대회명                                | 장소                  | 주석 및 기타                   | 동영상 |
|   | 3시간 56분 40초 |            | 김동영 | 삼성전자 | 2010. 03. 27 | 두딘스 50km 경보대회                  | 슬로바키아 두딘스     | 7위,종전기록 : 3시간 56분 45초 |        |
|   | 3시간 55분 56초 |            | 임정현 | 삼성전자 | 2010.        |                                       |                       |                                |        |
|   | 3시간 53분 24초 |            | 임정현 | 삼성전자 | 2010. 11. 25 | 제16회 아시안 게임                    | 중화인민공화국 광저우 | 4위                            |        |
|   | 3시간 40분 11초 |            | 박칠성 |          | 2011. 04. 24 | 국제육상경기연맹(IAAF) 경보챌린지대회 | 중화인민공화국 타이창 | 4위                            |        |
|   | 3시간 47분 13초 |            | 박칠성 |          | 2011. 09. 03 | 제13회 세계 육상 선수권 대회          | 대한민국 대구         | 7위                            |        |
|   | 3시간 45분 55초 | -01분 18초 | 박칠성 |          | 2012.        | 제30회 하계 올림픽                    | 영국 런던             | 13위                           |        |

## 같이 보기
- 남자 경보 50km 세계 기록 추이